# Frente para a Vitória
A Frente para a Vitória (em espanhol: Frente para la Victoria) foi uma coligação política argentina e uma ala do Partido Justicialista. Foi fundada em 2003 para lançar a candidatura de Néstor Kirchner à Presidência do país durante o período 2003-2007. De ideologia centro-esquerdista, o Frente para a Vitória alinha-se também com o progressismo e a política de governo conhecida como Kirchnerismo.
A coligação obteve grandes êxitos nas eleições de 2003 e foi mantida para as eleições de 2007, nas quais elegeu Cristina Kirchner. Em 2011, ao tentar a reeleição, Cristina Kirchner obteve 54.11% dos votos válidos – atrás apenas de Juan Domingo Perón e Hipólito Yrigoyen como candidato mais votado na história do país.

## Participação nas eleições

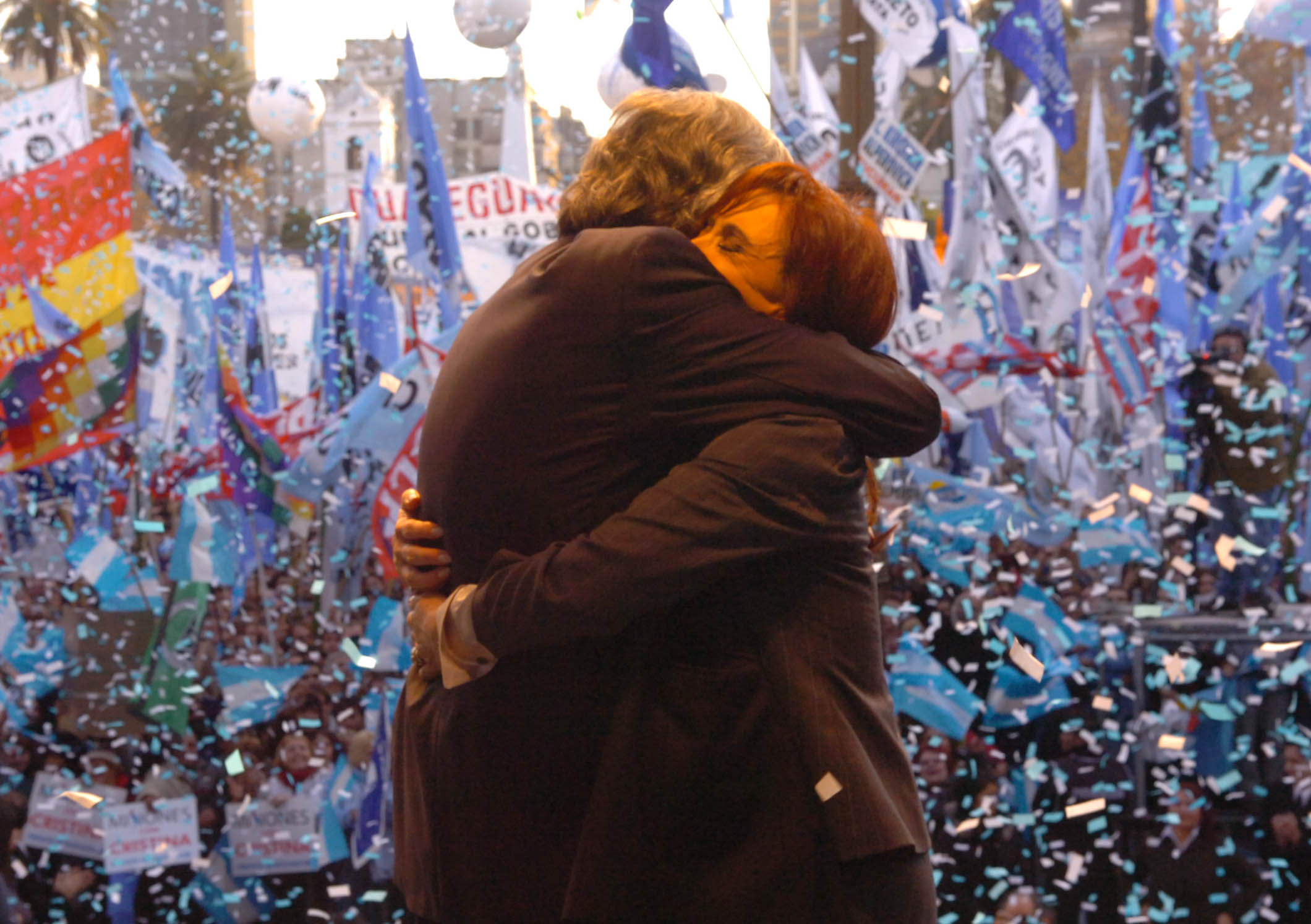
Néstor Kirchner e Cristina Kirchner.

### Eleições presidenciais
| Ano  | Candidato(a) a Presidente      | Vice           | Votos      | %     | Colocação                                              |
| ---- | ------------------------------ | -------------- | ---------- | ----- | ------------------------------------------------------ |
| 2003 | Néstor Kirchner                | Daniel Scioli  | 4.312.517  | 22,24 | 2º (O 1º colocado, Carlos Menem, abandonou a disputa.) |
| 2007 | Cristina Fernández de Kirchner | Julio Cobos    | 8.651.066  | 45,29 | 1º                                                     |
| 2011 | Cristina Fernández de Kirchner | Amado Boudou   | 11.863.054 | 54,11 | 1º                                                     |
| 2015 | Daniel Scioli                  | Carlos Zannini | 12.198.441 | 48,60 | 2º                                                     |

### Eleições legislativas
Câmara de Deputados
| Ano  | Votos      | %    | Total de assentos | Posição | Liderança         |
| ---- | ---------- | ---- | ----------------- | ------- | ----------------- |
| 2003 | 5.511.420  | 35,1 | 129 / 257         | Maioria | Eduardo Duhalde   |
| 2005 | 5.071.094  | 29.9 | 75 / 257          | Minoria | Néstor Kirchner   |
| 2007 | 5.557.087  |      | 106 / 257         | Minoria | Néstor Kirchner   |
| 2009 | 1.679.084  | 8,8  | 70 / 257          | Minoria | Cristina Kirchner |
| 2011 | 10.121.311 | 49,1 | 90 / 257          | Minoria | Cristina Kirchner |
| 2013 | 7.487.839  | 33.2 | 132 / 257         | Maioria | Cristina Kirchner |
| 2015 | 8.237.074  |      | 79 / 257          | Minoria | Cristina Kirchner |